# استان لورتو
استان لورتو (به اسپانیایی: Provincia de Loreto) یک استان در پرو است که در منطقه لورتو واقع شده‌است. استان لورتو ۶۷٬۴۳۴٫۱۲ کیلومتر مربع مساحت و ۶۳٬۵۱۵ نفر جمعیت دارد و ۱۱۱ متر بالاتر از سطح دریا واقع شده‌است.